# Jednorożkowate
Jednorożkowate, jednokolcowate (Monacanthidae) – rodzina ryb rozdymkokształtnych.

## Występowanie
Głównie okolice raf koralowych.

## Cechy charakterystyczne
- ciało nagie (bez łusek)
- skóra twarda i gruba
- mały otwór gębowy z zębami zrośniętymi na kształt dzioba
- ostry kolec zamiast pierwszej płetwy grzbietowej
- brak płetw brzusznych
- brak linii bocznej

## Klasyfikacja
Rodzaje zaliczane do tej rodziny:
Acanthaluteres – Acreichthys – Aluterus – Amanses – Anacanthus – Brachaluteres – Cantherhines – Cantheschenia – Chaetodermis – Colurodontis – Enigmacanthus – Eubalichthys – Lalmohania – Laputa  – Meuschenia – Monacanthus – Navodon  – Nelusetta – Oxymonacanthus – Paraluteres – Paramonacanthus – Pervagor – Pseudalutarius – Pseudomonacanthus – Rudarius – Scobinichthys – Stephanolepis – Thamnaconus